# Grenzkirche Meffersdorf

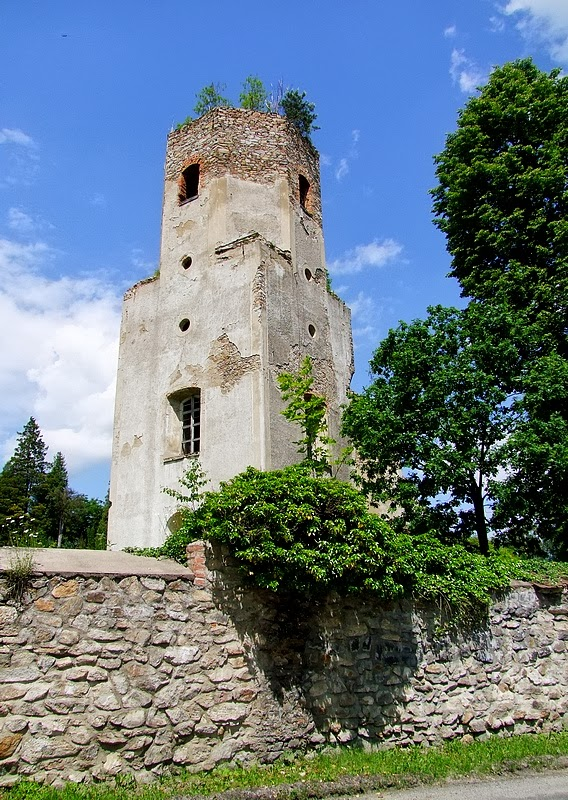
Ruine der Kirche

Die Grenzkirche Meffersdorf-Wigandsthal (polnisch Kościół ewangelicki w Pobiednej) ist eine ruinöse Kirche in Pobiedna (Wigandsthal)  im Powiat Lubański (Landkreis Lauban) der Woiwodschaft Niederschlesien in Polen. Durch die Lage in der historischen Oberlausitz diente die Kirche lange als Grenzkirche für Evangelische aus dem benachbarten habsburgischen Schlesien. Heute ist es eine Ruine.

## Geschichte

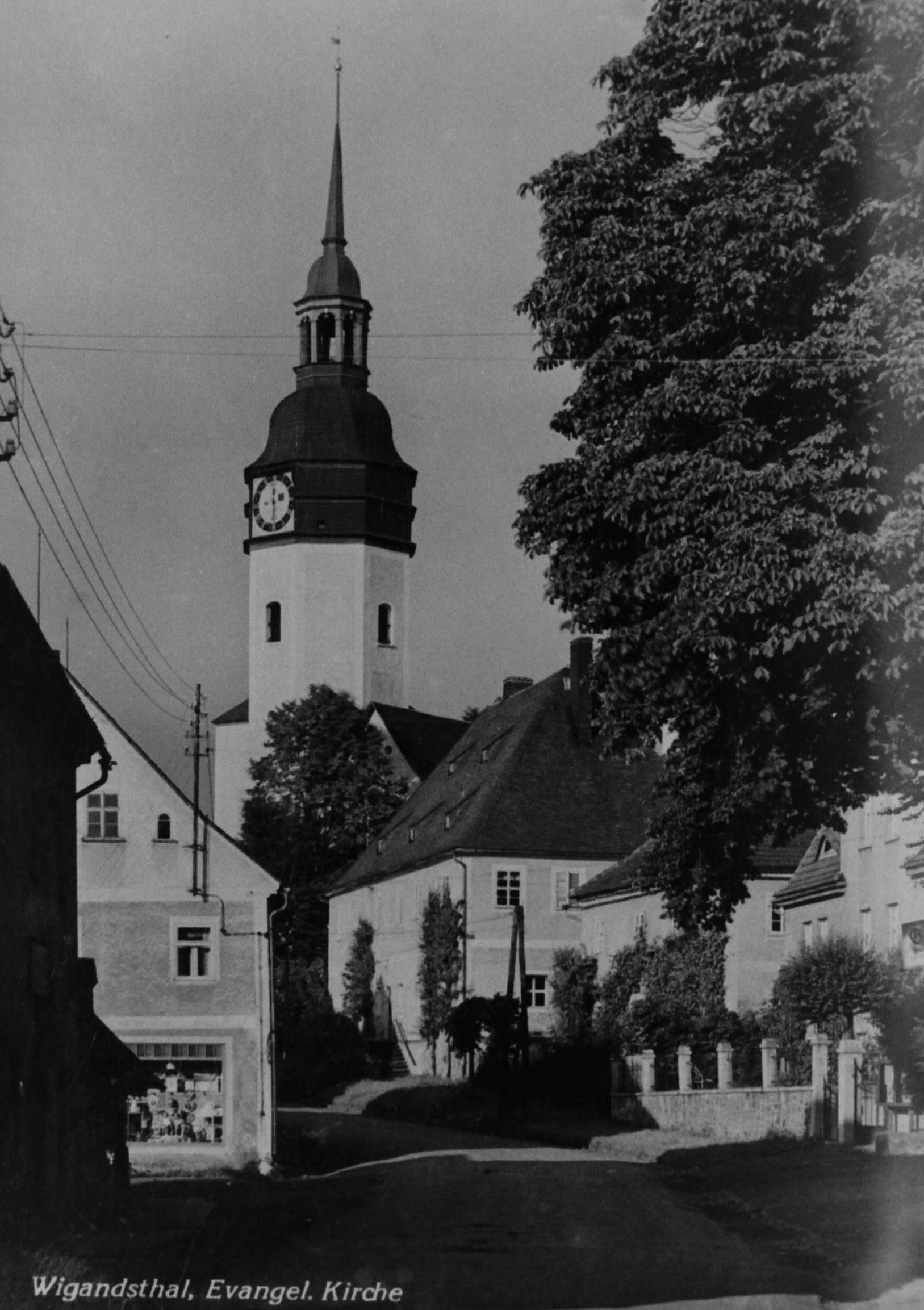
Kirche zu Meffersdorf-Wigandsthal (ca. 1930)

Eine Kirche ist für 1346 belegt. Durch den Zuzug böhmischer und schlesischer Glaubensflüchtlinge wurde die Meffersdorfer Kirche zur „Zufluchtskirche“. Bereits 1655 trug man der neuen Situation Rechnung und erweiterte den Bau. In den Jahren 1687–1692 wurde diese Kirche als Grenzkirche ausgebaut und mit einer barocken Ausstattung erneuert. Die Kirche wurde von zahlreichen schlesischen Evangelischen aus Bad Flintsberg Świeradów-Zdrój, Schreiberhau (Szklarska Poręba) und sogar Hirschberg (Jelenia Góra) besucht. Nach Abschluss der Altranstädter Konvention nahm der Zustrom der Evangelischen etwas ab, weil einige Gemeinden nun in die Gnadenkirchen in Hirschberg oder Landeshut zum Gottesdienst gingen. Ab Januar 1745 waren Kirchfahrten in die Oberlausitz sogar förmlich untersagt. Die viel zu große Meffersdorfer Kirche blieb nun weitgehend ungenutzt.
Nach der Vertreibung der Deutschen nach dem Zweiten Weltkrieg, wurde die Kirche von den neuen polnischen Bewohnern nicht mehr genutzt und verfiel. Mittlerweile steht nur noch der Turm als Ruine.

## Ausstattung
Im Inneren war eine barocke Loge, mit dem Wappen der Gersdorff, und eine Kanzel bemerkenswert, die mit Figuren der Vier Evangelisten geschmückt war. Nach dem Ende des Zweiten Weltkriegs und der Zuordnung der Region an Polen wurde ein Teil der Ausstattung in das Nationalmuseum Breslau verbracht. Das Gebäude verfiel allmählich. Heute sind nur noch die Untergeschosse des Turms erhalten. Auf dem umgebenden Friedhof finden sich noch einige verwahrloste Gräber.